# Crataegus lettermanii
Crataegus lettermanii är en rosväxtart som beskrevs av Charles Sprague Sargent. Crataegus lettermanii ingår i Hagtornssläktet som ingår i familjen rosväxter. Inga underarter finns listade i Catalogue of Life.